# Jean-Jacques Ruest
Jean-Jacques Ruest (geboren 1955) ist ein kanadischer Eisenbahnmanager. Zwischen 2018 und 2022 war er Präsident und Chief Executive Officer der Canadian National Railway.

## Leben
Jean-Jacques Ruest studierte 1976 bis 1979 Angewandte Chemie an der Université de Sherbrooke und erlangte den Grad eines Bachelor of Science. An der Université de Montréal studierte er von 1983 bis 1986 Business Administration im Bereich Marketing und schloss dieses Studium mit einem Master ab. 2001 absolvierte er ein Führungskräfteprogramm an der University of Michigan Business School.
Von 1980 bis 1996 arbeitete er beim Chemieunternehmen ICI. Danach wechselte er zum kanadischen Eisenbahnunternehmen Canadian National Railway. Zunächst war er für das Öl- und Chemiegeschäft zuständig. Ab 2000 leitete er diesen Bereich. Ab 2003 verantwortete er den Bereich Industrieprodukte und wechselte im April 2004 in die Verkaufsabteilung. Ab Juni 2006 bis zum 31. Dezember 2009 war er Senior Vice President dieser Abteilung.
Danach wurde er Chief Marketing Officer. Nach dem Rücktritt des vorherigen Präsidenten und CEO Luc Jobin zum 5. März 2018 führte er kommissarisch das Unternehmen, bis er am 24. Juli 2018 vom Aufsichtsrat offiziell berufen wurde. Nach Konflikten mit dem Mehrheitseigentümer TCI wegen der Übernahme der Kansas City Southern 2020/2021 beendete er am 28. Februar 2022 seine Tätigkeit.
Er erhielt 2019 die Auszeichnung Railroader of the Year der Fachzeitschrift Railway Age.